# سام جپ
سام جپ (انگلیسی: Sam Jepp; ۲۲ فوریهٔ ۱۸۸۵ – ۱۹۶۸ (۸۲−۸۳ سال)) بازیکن فوتبال اهل بریتانیا بود.
از باشگاه‌هایی که در آن بازی کرده‌است می‌توان به باشگاه فوتبال ساوت‌همپتون و باشگاه فوتبال سوانزی سیتی اشاره کرد.